# نوکهت دورو
نوکهت دورو (انگلیسی: Nükhet Duru؛ زادهٔ ۱۹ مهٔ ۱۹۵۴) خواننده اهل ترکیه است. او از سال ۱۹۷۱ در فلوریا کلوب دنیز خوانندگی را آغاز کرد. سال ۱۹۷۴ اولین آلبوم موسیقی خود را ارائه کرد. در سال ۱۹۷۷ دورو عنوان موفق ترین زن خواننده سال ترکیه را کسب کرد.